# Pohár regionů UEFA
Pohár regionů UEFA (UEFA Regions Cup) je mezinárodní fotbalová soutěž, která se koná každý lichý rok od roku 1999 a navazuje na mistrovství Evropy amatérů ve fotbale, konané v letech 1967 až 1978. Turnaje se účastní hráči nižších soutěží, kteří nemají profesionální smlouvu a jsou ve věku 19 až 40 let. Každou zemi reprezentuje výběr jednoho regionu, který vyhrál domácí kvalifikaci. Všechny členské země UEFA se utkají v základních skupinách, z nichž vzejde osm účastníků závěrečného turnaje. V roce 2001 pořádala turnaj Česká republika, zastupovaná tehdejší Středomoravskou župou ČMFS (zápasy hostil Zlín, Kroměříž, Kyjov, Bzenec a další města).

## Vítězové
| Rok          | Hostitel    | Finále                  | Finále         | Finále                       | Poražení semifinalisté              | Poražení semifinalisté              | Poražení semifinalisté              |
| Rok          | Hostitel    | Vítěz                   | Skóre          | 2. místo                     | Poražení semifinalisté              | Poražení semifinalisté              | Poražení semifinalisté              |
| ------------ | ----------- | ----------------------- | -------------- | ---------------------------- | ----------------------------------- | ----------------------------------- | ----------------------------------- |
| 1999 Detaily | Itálie      | Veneto                  | 3 : 2PP        | Madrid                       | Praha a Kyjev                       | Praha a Kyjev                       | Praha a Kyjev                       |
| 2001 Detaily | Česko       | Střední Morava          | 2 : 2 pen. 4:2 | Braga                        | Madrid a Plovdiv                    | Madrid a Plovdiv                    | Madrid a Plovdiv                    |
| 2003 Detaily | Německo     | Piedmont                | 2 : 1          | Maine                        | Szabolcs a Württembersko            | Szabolcs a Württembersko            | Szabolcs a Württembersko            |
| 2005 Detaily | Polsko      | Baskicko                | 1 : 0          | Jihozápadní Sofie            | Chersonská oblast a Žilinský kraj   | Chersonská oblast a Žilinský kraj   | Chersonská oblast a Žilinský kraj   |
| 2007 Detaily | Bulharsko   | Dolnoslezské vojvodství | 2 : 1PP        | Yugoiztochen Planning Region | Aveiro a Tuzlanský kanton           | Aveiro a Tuzlanský kanton           | Aveiro a Tuzlanský kanton           |
| 2009 Detaily | Chorvatsko  | Kastilie a León         | 2 : 1          | Olténie                      | Povolžský federální okruh a Campine | Povolžský federální okruh a Campine | Povolžský federální okruh a Campine |
| 2011 Detaily | Portugalsko | Braga                   | 2 : 1          | Leinster a Munster           | Zlín a Bělehrad                     | Zlín a Bělehrad                     | Zlín a Bělehrad                     |
| 2013 Detaily | Itálie      | Veneto                  | 0 : 0 pen. 5:4 | Katalánsko                   | Keleti a Minská oblast              | Keleti a Minská oblast              | Keleti a Minská oblast              |
| 2015 Detaily | Irsko       | Východní region         | 1 : 0          | Záhřebská župa               | Ankara a Württembersko              | Ankara a Württembersko              | Ankara a Württembersko              |
| 2017 Detaily | Turecko     | Záhřebská župa          | 1 : 0          | Munster/Connacht             | Istanbul a Rostovská oblast         | Istanbul a Rostovská oblast         | Istanbul a Rostovská oblast         |
| 2019 Detaily | Německo     | Dolnoslezské vojvodství | 3 : 2          | Bavorsko                     | Istanbul a Kastilie a León          | Istanbul a Kastilie a León          | Istanbul a Kastilie a León          |